# 아드리앵 라비오
아드리앵 라비오(프랑스어: Adrien Rabiot, 1995년 4월 3일~)는 프랑스의 축구 선수로, 현재 리그 1의 마르세유와 프랑스 축구 국가대표팀에서 중앙 미드필더로 활약하고 있다.

## 클럽 경력
파리 생제르맹에서
라비오는 프랑스 발드마른주 생모리스 출신으로, 크레텔 유소년 팀, 알포르빌 유소년 팀, 맨체스터 시티 유소년 팀, 포 유소년 팀, 폴 에스포이오 데 카스텔마로우 유소념 팀, 파리 생제르맹 유소년팀에서 성장했다. 2012년 7월 2일, 캉 데 로그에서 좋은 활약을 펼쳤고, 파리 생제르맹 성인팀과 프로 계약을 체결하였다.
2012-13 시즌을 앞두고, 라비오는 카를로 안첼로티의 부름을 받아 1군 팀에 승격되었다. 승부차기 끝에 패한 바르셀로나와의 프리시즌 경기에서 선발로 출전하였고, 8월 26일, 0-0으로 비긴 보르도와의 홈경기를 통해서 리그 1에 데뷔했다.
2012년 11월 6일, 4-0으로 승리한 디나모 자그레브와의 홈 경기에서 라비오는 인저리 타임에 출장하며 UEFA 챔피언스리그에 데뷔했다. 2013년 1월, 출장 경험을 쌓기 위해서 툴루즈로 임대되었고, 2013년 3월 9일에는 브레스투아전에서는 22미터 거리에서 결승골이자 프로무대 첫 골을 득점하였다.

유벤투스에서
2019년 6월, 자유계약선수로 이탈리아 팀 유벤투스에 합류했다. 
2023년 6월 28일, 유벤투스와의 1년 연장계약에 합의했다.

## 국가대표팀 경력
2013년 8월 13일, 불과 18세의 나이에, 라비오는 0-0으로 비긴 프라이부르크에서의 독일과의 친선전에 선발로 출전하며 프랑스 U-21 국가대표팀 경기에 데뷔하였다.
2016년부터 프랑스 국가대표팀 미드필더로 선발되었으며, 2020-21년 UEFA 네이션스리그 우승, 2022년 FIFA 월드컵 준우승을 경험했다.

## 통계

### 클럽
2023년 6월 28일 기준
| 클럽          | 시즌      | 리그 | 리그 | 컵   | 컵 | 유럽 | 유럽 | 기타 | 기타 | 합계 | 합계 |
| 클럽          | 시즌      | 출장 | 골   | 출장 | 골 | 출장 | 골   | 출장 | 골   | 출장 | 골   |
| ------------- | --------- | ---- | ---- | ---- | -- | ---- | ---- | ---- | ---- | ---- | ---- |
| 파리 생제르맹 | 2012–13   | 6    | 0    | 2    | 0  | 1    | 0    | —    | —    | 9    | 0    |
| 파리 생제르맹 | 2013-14   | 25   | 2    | 3    | 1  | 6    | 0    | 0    | 0    | 34   | 3    |
| 파리 생제르맹 | 2014-15   | 21   | 4    | 8    | 0  | 4    | 0    | 0    | 0    | 33   | 4    |
| 파리 생제르맹 | 2015-16   | 24   | 1    | 10   | 2  | 7    | 3    | 1    | 0    | 42   | 6    |
| 파리 생제르맹 | 2016-17   | 27   | 3    | 7    | 1  | 5    | 0    | 0    | 0    | 39   | 4    |
| 파리 생제르맹 | 2017-18   | 33   | 1    | 8    | 2  | 8    | 1    | 1    | 1    | 50   | 45   |
| 파리 생제르맹 | 2018-19   | 14   | 2    | 0    | 0  | 5    | 0    | 1    | 0    | 20   | 2    |
| 합계          | 합계      | 150  | 13   | 38   | 6  | 36   | 4    | 3    | 1    | 227  | 24   |
| 툴루즈(임대)  | 2012–13   | 13   | 1    | 0    | 0  | —    | —    | —    | —    | 13   | 1    |
| 합계          | 합계      | 13   | 1    | 0    | 0  | 0    | 0    | 0    | 0    | 13   | 1    |
| 유벤투스      | 2019-20   | 28   | 1    | 4    | 0  | 5    | 0    | 0    | 0    | 37   | 1    |
| 유벤투스      | 2020-21   | 34   | 4    | 5    | 0  | 7    | 1    | 1    | 0    | 47   | 5    |
| 유벤투스      | 2021-22   | 32   | 0    | 5    | 0  | 7    | 0    | 1    | 0    | 45   | 0    |
| 유벤투스      | 2022-23   | 32   | 8    | 3    | 0  | 13   | 3    | —    | —    | 48   | 11   |
| 유벤투스      | 2023-24   |      |      |      |    |      |      |      |      |      |      |
| 합계          | 합계      | 126  | 13   | 17   | 0  | 32   | 4    | 2    | 0    | 177  | 17   |
| 경력 합계     | 경력 합계 | 289  | 27   | 55   | 6  | 68   | 8    | 5    | 1    | 417  | 42   |

## 수상

### 파리 생제르맹
- 리그 1 : 2013–14, 2014–15, 2015–16, 2017–18, 2018–19
- 쿠프 드 프랑스 : 2014–15, 2015–16, 2016–17, 2017–18
- 쿠프 드 라 리그 : 2013–14, 2014–15, 2015–16, 2016–17, 2017–18
- 트로페 데 샹피옹 : 2015, 2016, 2017, 2018

### 유벤투스
- 세리에 A : 2019-20
- 코파 이탈리아 : 2020-21
- 수페르코파 이탈리아나 : 2020

### 프랑스
- UEFA 네이션스리그 : 2020-21
- FIFA 월드컵 준우승 : 2022

## 참고
1. ↑  쿠프 드 프랑스, 쿠프 드 라 리그, 트로페 데 샹피옹 포함
2. ↑  UEFA 슈퍼컵 포함